# Sant'Ambrogio di Valpolicella
Sant'Ambrogio di Valpolicella (Sant'Ambroxio in veneto) è un comune italiano di 11 887 abitanti della provincia di Verona in Veneto. Fa parte della Valpolicella.

## Geografia fisica

### Territorio
Sant'Ambrogio fa parte della Valpolicella e sorge a circa 18 chilometri a nord-ovest da Verona.
Il territorio comunale si trova nella parte più occidentale della Valpolicella, a pochi chilometri dal lago di Garda e dalla Vallagarina, nel punto in cui il fiume Adige, che la percorre, entra nella Pianura Padana.
Il comune si trova ad un'altitudine di 174 m s.l.m. ed il grado di sismicità è passato dalla zona sismica 3 alla zona sismica 2 con deliberazione della Giunta Regionale n.244 del 9 marzo 2021. Il territorio di Sant'Ambrogio comprende varie frazioni: San Giorgio di Valpolicella, Ponton, Monte, Gargagnago e Domegliara.
Confina a nord-ovest con Dolcè, a ovest con Cavaion Veronese, a sud-ovest con Pastrengo, a sud con Pescantina, a est con San Pietro in Cariano e a nord-est con Fumane.

## Storia

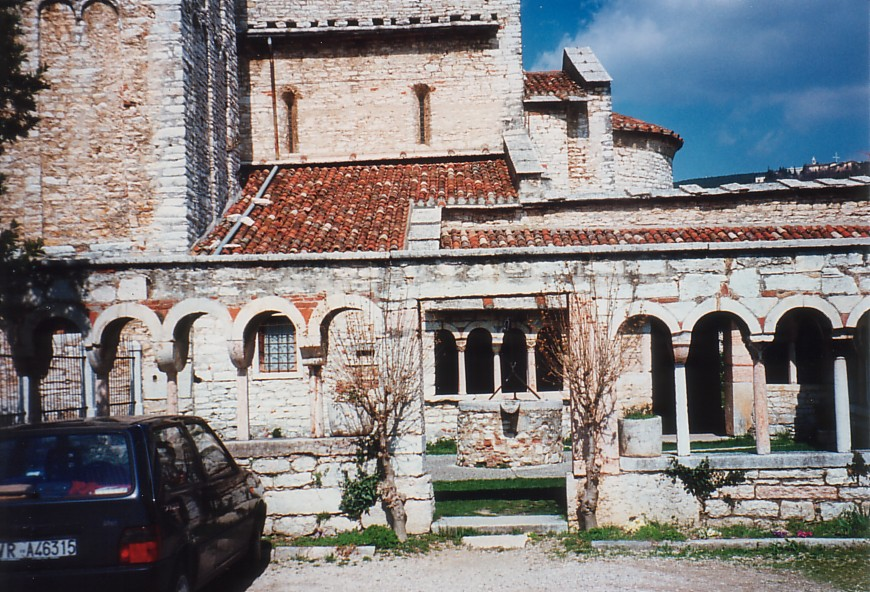
Il chiostro della Pieve di San Giorgio

All'incrocio delle strade che congiungono Verona a Trento, a valle dei monti che a guisa di anfiteatro circondano la Valpolicella, s'incontra S.Ambrogio, cittadina rinomata per i suoi marmi e vigneti. Agli inizi del XVIII secolo Scipione Maffei, celebre storico, scoprì a Fumane e a S.Ambrogio due lapidi, dalle quali dedusse che gli abitanti dell'attuale Valpolicella si chiamavano Arusnati. Il pagus Arusnatjum aveva il suo centro a S. Giorgio, probabilmente a causa della sua posizione geografica, e abbracciava i vicus di Fumane, Mazzurega, S. Ambrogio, Gargagnago, Volargne, Pescantina. In epoca romana, S. Giorgio divenne castrum con la stessa ampia giurisdizione sui centri citati.
A S. Ambrogio sono stati ritenuti documenti di età romana, due are sacrificali sovrapposte a guisa di obelisco, conservate nella piazzetta antistante la Chiesa parrocchiale, e nomi di alcune contrade come Carazan Corgnan. Alla morte di Teodosio (395), la divisione dell'impero romano fu seguita dallo scatenarsi delle invasioni barbariche, contro la parte occidentale. L'Italia fu occupata da Eruli (476-493), Ostrogoti (493-553), Greci (553-568), Longobardi (568-774). Il regno dei Longobardi era organizzato in questo modo: a capo di tutti vi era il Re, con poteri civili e militari; sotto di lui i duchi, che governavano le province, gli sculdasci nei distretti, e i decani nelle ville.
Il Re tratto sostentamento dal proprio patrimonio, disperso nei singoli distretti; queste tenute erano dette corti regie, a capo delle quali stavano i gastaldi. Sotto la dominazione longobarda. S.Giorgio è curtis regia ed è già anche plebs christiana.
La chiesa parrocchiale Sant'Ambrogio custodisce, racchiusi in una preziosa teca d'argento e cristallo, quelli che un testo descrive come frammenti del legno della croce del Signore, un pezzetto di velo bianco e di altro velo rosso con tracce del sangue di Gesù. La venerazione risale al 1726. Per tradizione le reliquie vengono esposte solennemente solo una volta l'anno, il lunedì di Pasqua.
Nel periodo della dominazione austriaca il poeta risorgimentale Aleardo Aleardi venne confinato a Sant'Ambrogio, nella via che venne poi a lui dedicata, ora via Ca de Piceto. Qui, nel 1857, scrive parte dei Canti Patrii.

## Il Comune

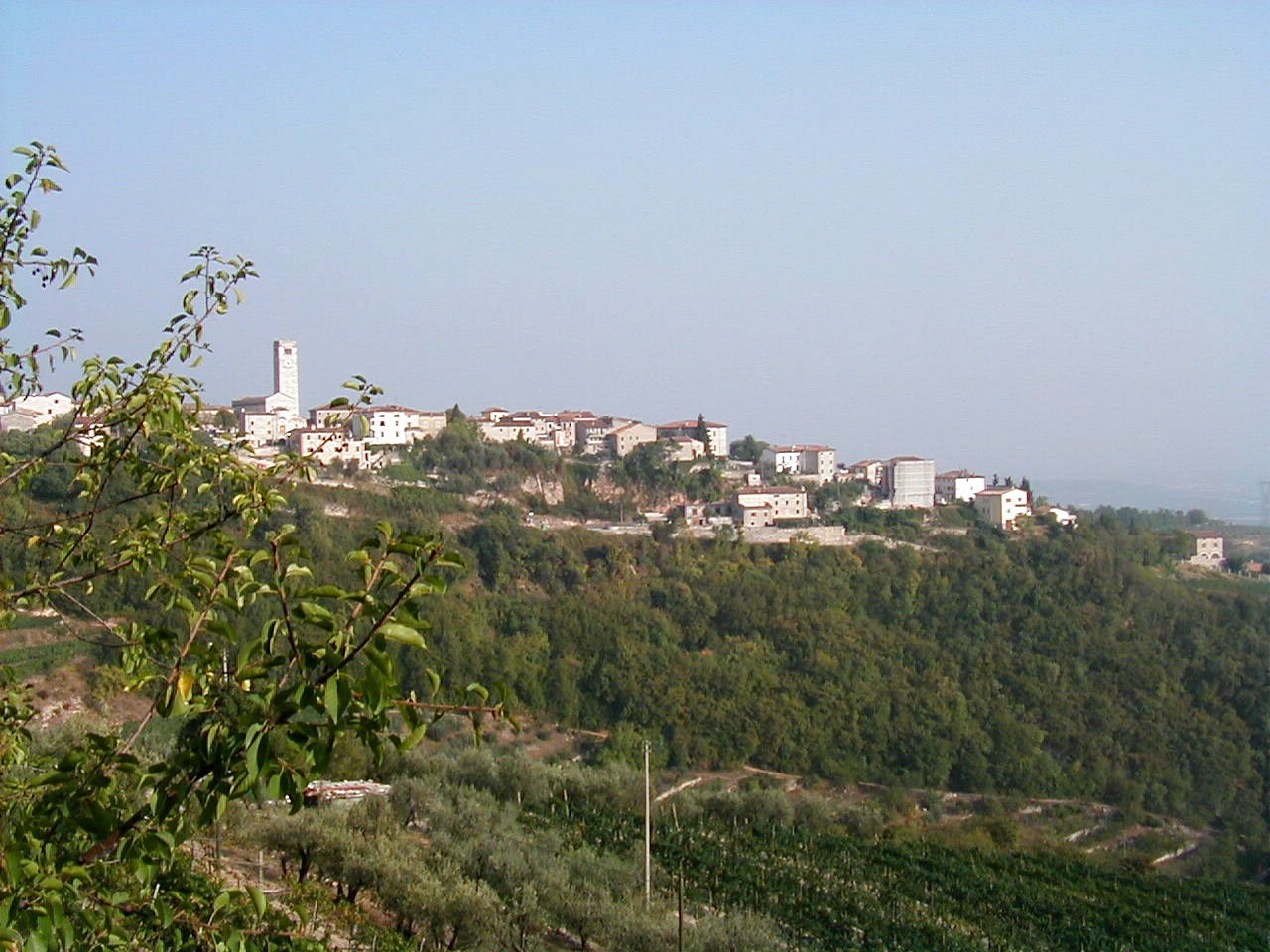
La frazione di San Giorgio

All'epoca in cui largamente fiorirono i comuni rurali anche San Giorgio si organizzò a comune, con statuti propri, rettore, gastaldi, sindaco, massaro, consiglieri. Apparteneva metà al Conte, e metà al Vescovo.
In nome loro lo governava la famiglia Erzoni, detta poi dei Lendinara. Il Comune fece bella comparsa in quattro solenni circostanze del XII secolo; nel 1139, manda i propri rappresentanti a trattare con i giurisdicenti, conte e Vescovo, la delimitazione dei rispettivi diritti e doveri; nel 1184, figura ufficialmente nell'elenco dei villaggi della provincia, compilato dai magistrati dopo la pace di Costanza; nel 1187, in occasione del passaggio alla giurisdizione totate del Vescovo; nel 1206 in occasione del passaggio alla giurisdizione del Comune di Verona, rivendica diritti e autonomia.
L'ordinamento comunale, che fu il risultato di una grande evoluzione economico-sociale, aumento della popolazione, dissodamento e coltivazione del suolo, fu più favorevole al vicus Sant'Ambrogio, che al pagus San Giorgio. Gli abitanti delle alture scesero al piano, in prossimità delle fertili campagne, e diedero inizio allo sviluppo sociale di Sant'Ambrogio.
Nell'elenco dei villaggi della provincia di Verona, compilato dopo la pace di Costanza (1183), già citato, non figura Sant'Ambrogio mentre figura come entità sociale.
Il 6 novembre 1944 alle 11.45 il centro abitato di Sant'Ambrogio fu distrutto da un bombardamento anglo-americano. Una targa marmorea, posata nell'attuale via VI Novembre 1944 (allora via 28 ottobre) ricorda le 28 vittime civili dell'incursione aerea.
Nel novembre 2015 il Borgo di San Giorgio è stato iscritto tra i borghi più belli d'Italia mediante il club omonimo fondato dall'ANCI per valorizzare le bellezze dei piccoli comuni italiani.

## Monumenti e luoghi d'interesse

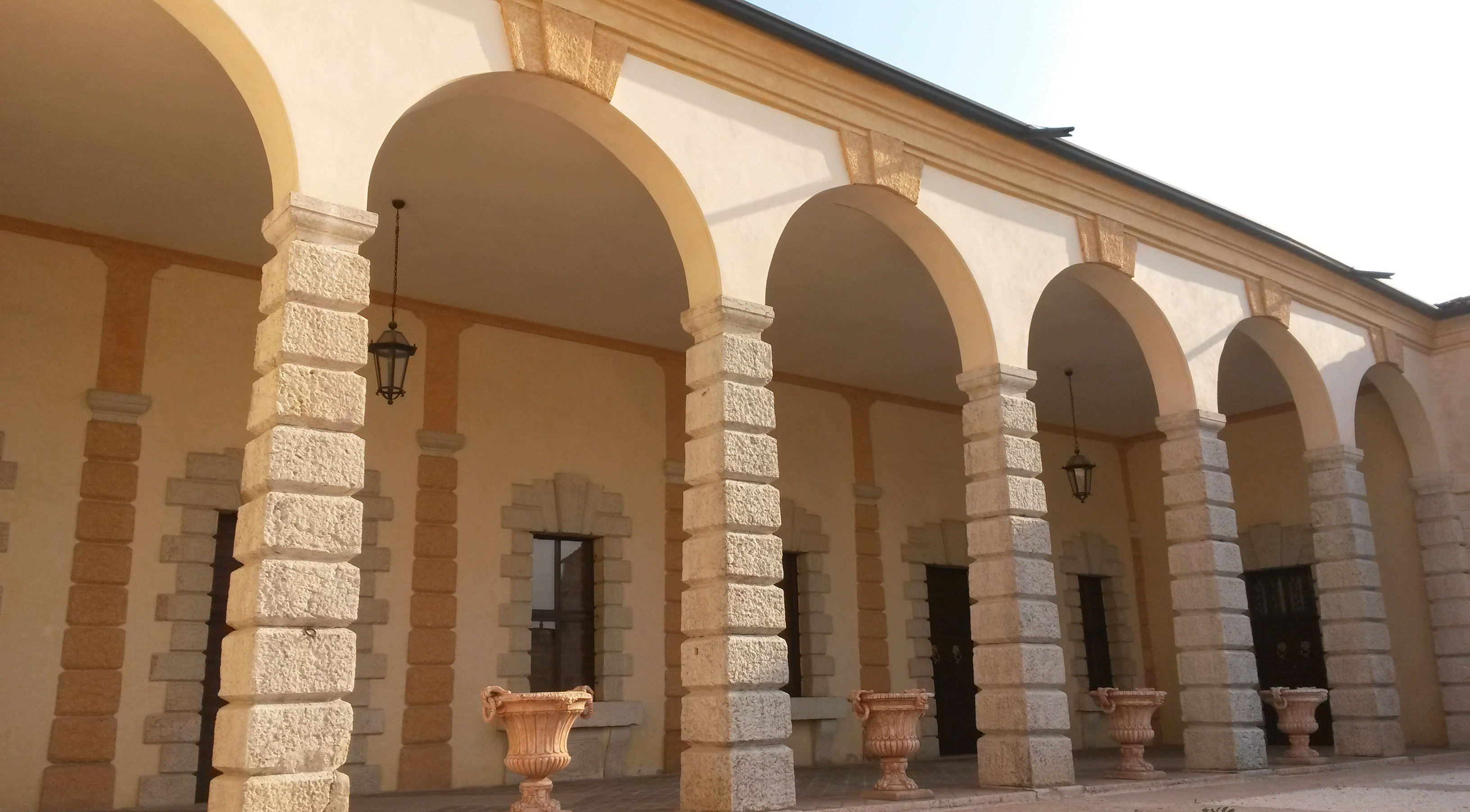
Villa Nichesola-Conforti, 1580-1590 circa, Ponton di Sant'Ambrogio di Valpolicella.

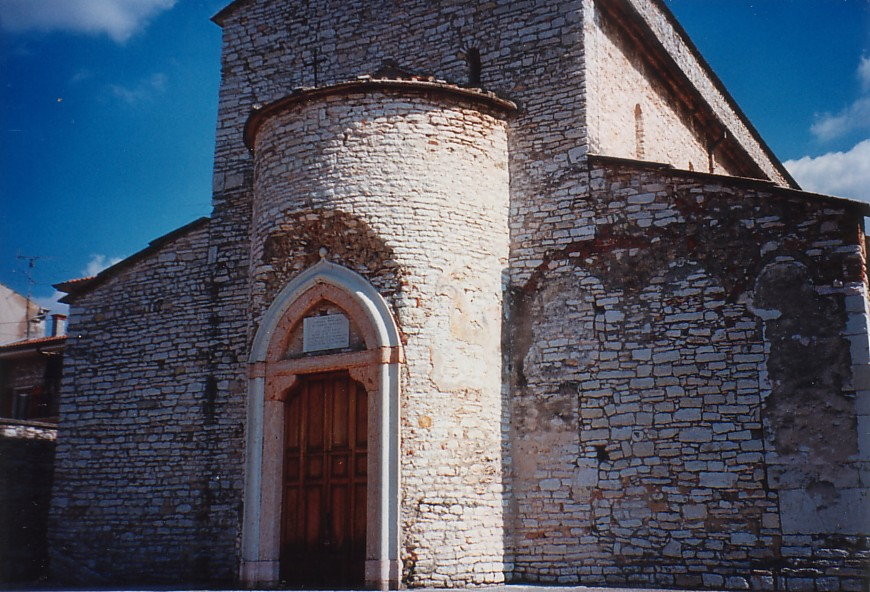
La pieve di San Giorgio, nell'omonima frazione

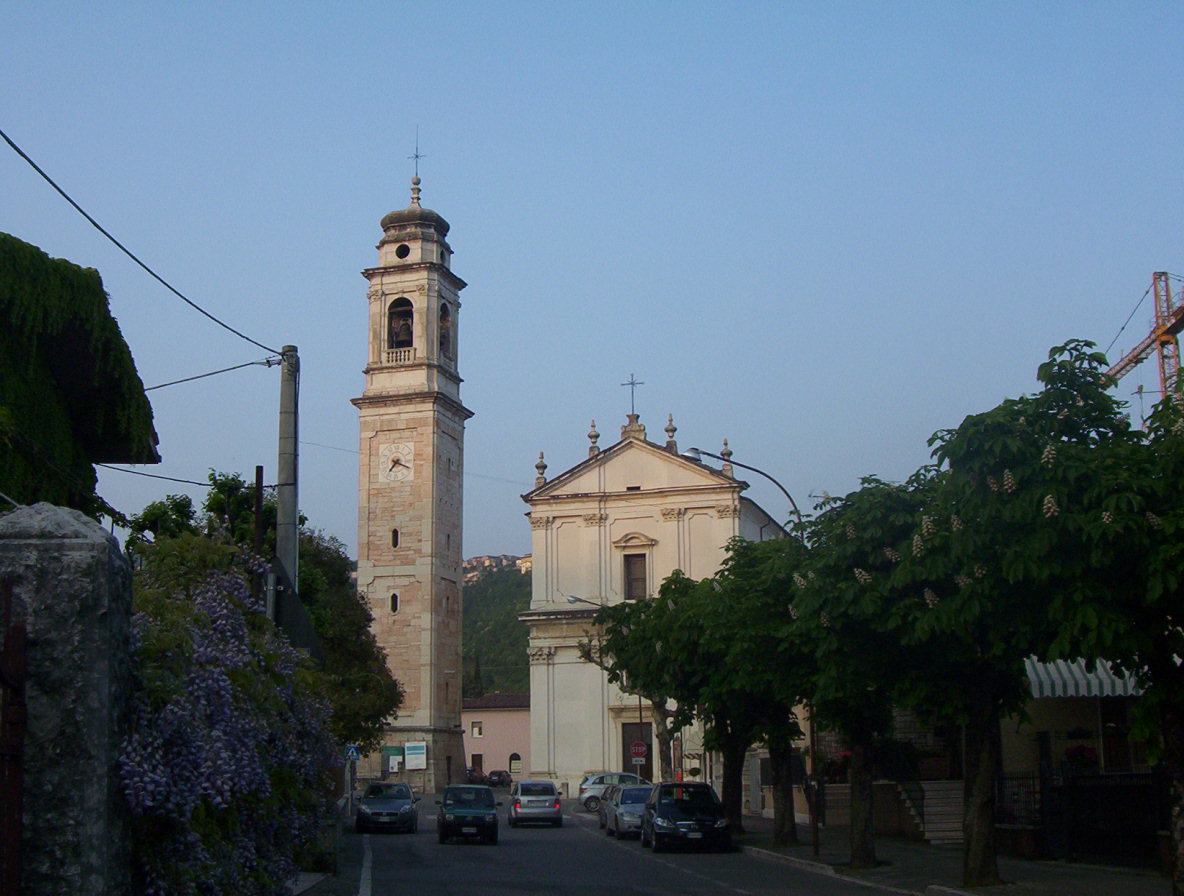
Chiesa parrocchiale di Sant'Ambrogio

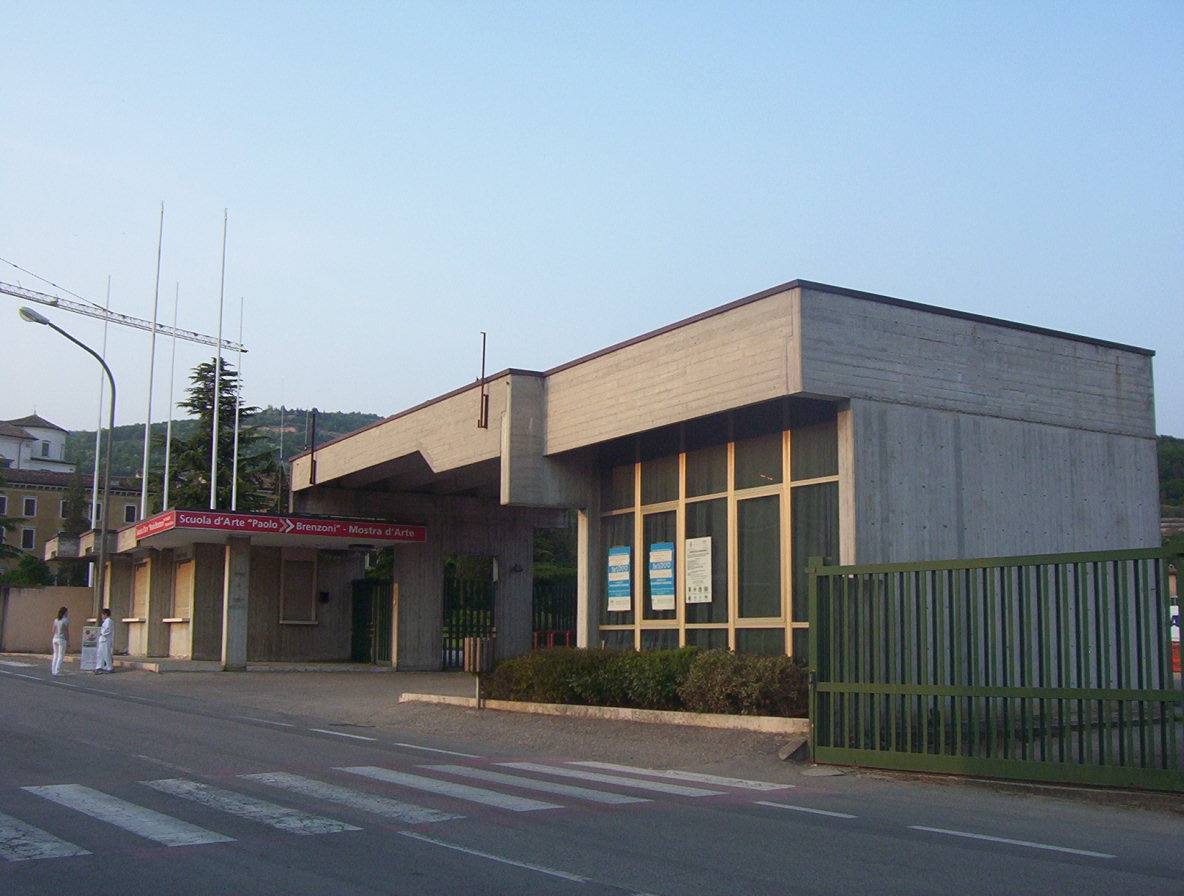
Vecchia entrata del quartiere fieristico di Sant'Ambrogio di Valpolicella. L'entrata è stata demolita per la costruzione di un parco all'interno.

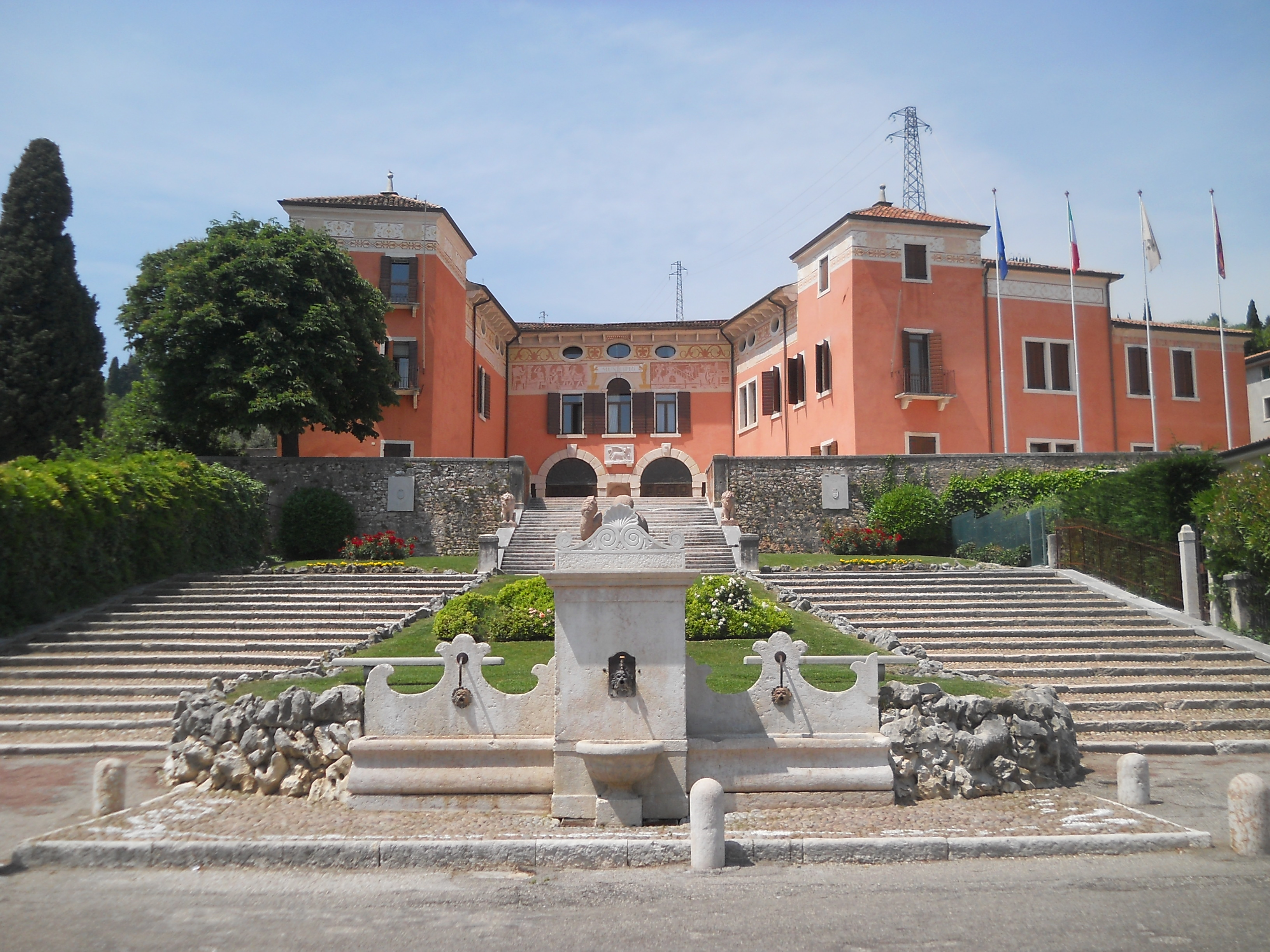
Sede del comune di Sant'Ambrogio

### Ville
- Villa Nichesola-Conforti (frazione Ponton) - XVI secolo[10] - con affreschi di Paolo Farinati.
- Villa Serego Alighieri - XVI secolo
- Villa Rovereti - XVIII secolo[11]
- Villa Volpini Brenzoni Bassani - XIV secolo[12]

### Architetture religiose
- Pieve di San Giorgio di Valpolicella - VII secolo. Nell'area vi sono numerosi resti di pietre e colonne facenti parte, probabilmente, di un antico tempio pagano arusnate.
- Chiesetta di San Zeno in Poia - XIII secolo[13][14]
- Chiesa Parrocchiale di Sant'Ambrogio[15]
- Chiesa di Santa Maria della Misericordia (Gargagnago)
- Chiesa di Santa Maria Maddalena (Ponton)  - XV secolo

## Società

### Evoluzione demografica
Abitanti censiti

## Cultura
- Festa della Ciliegia (frazione Gargagnago)
- Settembrina (frazione Gargagnago)
- Antica Sagra di San Rocco (località Borgo)
- Sagra di Santa Maria Maddalena (frazione Ponton);
- Sagra de Domeiara (frazione Domegliara);
- Festa del 1º maggio a Rocolo (località di Sant'Ambrogio);
- Sagra di Pasqua (Quartiere fieristico);
- Carnealon de Domeiara (sfilata di Carnevale della frazione Domegliara).

## Economia
È zona di produzione del vino Valpolicella classico DOC, dell'Amarone della Valpolicella e del Recioto classico DOC.
Inoltre, in tutto il territorio, si è sviluppata un'alta produzione di Marmo e Granito.
Nel paese è presente un quartiere fieristico, inizialmente realizzato per la fiera Marmomacc (poi trasferitasi presso il quartiere fieristico di Verona), attualmente in ristrutturazione. Nel paese è presente la Scuola del Marmo, fondata dal conte Paolo Brenzoni nel 1863, che costituì una scuola d'arte per scalpellini.
La Scuola d'Arte Paolo Brenzoni continua nell'insegnamento della lavorazione artistica del marmo.

## Infrastrutture e trasporti
Sant'Ambrogio è attraversato da varie strade, prima fra tutte la strada statale 12, che percorre la parte occidentale del territorio comunale e collega il comune con il Trentino e la Vallagarina a nord e con Verona e la pianura Padana a sud.
Il centro di Sant'Ambrogio è collegato verso est alle altre località della Valpolicella tramite l'omonima strada provinciale (SP4). Sempre dal centro del paese ha inizio la SP33c "di Solane" che, risalendo verso nord-est, si innesta nella SP33 "del Pastello", (nel comune di Fumane). È inoltre facilmente raggiungibile tramite l'Autostrada A22 del Brennero, uscendo ai caselli di Affi-Lago di Garda Sud oppure di Verona Nord.
Il territorio di Sant'Ambrogio è interessato anche da un importante scalo ferroviario sulla linea del Brennero, che serve tutta la zona della Valpolicella, ovvero la stazione di Domegliara, situata nell'omonima frazione.

## Amministrazione

Gonfalone civico

Sant'Ambrogio fa parte della Comunità montana della Lessinia.
| Periodo     | Periodo     | Primo cittadino        | Partito                                            | Carica  | Note   |
| ----------- | ----------- | ---------------------- | -------------------------------------------------- | ------- | ------ |
| luglio 1985 | luglio 1990 | Antonio Fumaneri       | Democrazia Cristiana                               | Sindaco | [ 18 ] |
| luglio 1990 | aprile 1995 | Antonio Fumaneri       | Democrazia Cristiana                               | Sindaco | [ 19 ] |
| aprile 1995 | giugno 1999 | Pier Luigi Toffalori   | Lista civica                                       | Sindaco | [ 20 ] |
| giugno 1999 | giugno 2004 | Pier Luigi Toffalori   | Lista civica                                       | Sindaco | [ 21 ] |
| giugno 2004 | giugno 2009 | Nereo Benvenuto Destri | Lista civica                                       | Sindaco | [ 22 ] |
| giugno 2009 | maggio 2014 | Nereo Benvenuto Destri | Lista civica di centro-destra "Comune e Cittadino" | Sindaco | [ 23 ] |
| maggio 2014 | maggio 2019 | Roberto Albino Zorzi   | Lista civica di centro-destra "Comune e Cittadino" | Sindaco |        |
| maggio 2019 | in carica   | Roberto Albino Zorzi   | Lista civica di centro-destra "Comune e Cittadino" | Sindaco |        |

### Gemellaggi
- Sant'Ambrogio di Torino, dal 2003
- Sant'Ambrogio sul Garigliano, dal 2004
- Oppenheim, dal 1982[26]
- Sesana

## Sport
Sant'Ambrogio di Valpolicella è sede di diverse società di calcistiche: l'Ambrosiana (che nella stagione 2017-2018 ha disputato il suo primo storico campionato di Serie D), l'AC Gargagnago che milita in Seconda Categoria, la Polisportiva La Vetta che milita in Seconda Categoria e l'ASD Team Valpolicella del campionato Calcio a 5 Categoria C2. Una squadra non più esistente, il Domegliara, ha disputato 3 campionati di Serie D, nel 2007-2008, 2008-2009 e 2009-2010.
La Polisportiva La Vetta comprende anche una squadra di pallavolo, il Volley La Vetta.
Opera sul territorio anche una società di pallacanestro, la UBIK (ex Fu.Sa Basket), che è attiva nei vicini comuni della Valpolicella di Fumane, San Pietro in Cariano, Sant'Anna d'Alfaedo, Negrar e Marano di Valpolicella. Ha una squadra in Prima Divisione maschile e una in Serie C femminile.